# 23-я стрелковая дивизия (2-го формирования)
23-я стрелковая Киевско-Житомирская, Краснознамённая, орденов Суворова, Кутузова дивизия — тактическое соединение РККА ВС Союза ССР в Великой Отечественной войне, сформирована 2 мая 1943 года на базе 7-й стрелковой бригады и 76-й морской стрелковой бригады в Степном военном округе, расформирована директивой Ставки ВГК № 11095 от 29 мая 1945 года.

## История
Дивизия находилась в действующей армии с 9 июля 1943 по 9 мая 1945 года.
Стрелковая дивизия принимала участие в Киевской наступательной операции 1943 года, Белорусской операции, Рижской операции, Варшавско-Познанской операции, Восточно-Померанской операции, Берлинской операции, а также в освобождении Киева, Житомира, Гадяча, Лельчицы, Бреста, взятии Альтдамма, Штаргарда и форсировании Днепра.

## Подчинение
- Степной военный округ, 47-я армия — на 1 июля 1943 года.
- Воронежский фронт, 47-я армия, 23-й стрелковый корпус — на 01 октября 1943 года (переподчинялась в течение сентября−октября 1943 года 40-й и 38-й армиям)
- Белорусский фронт, 121-й стрелковый корпус, фронтовое подчинение — на 1 января 1944
- 2-й Белорусский фронт, 61-я армия, 23-й стрелковый корпус — на 1 апреля 1944 года
- 1-й Белорусский фронт, 61-я армия, 89-й стрелковый корпус — на 1 июля 1944 года
- 3-й Прибалтийский фронт, 61-я армия, 89-й стрелковый корпус с 13 сентября 1944 года
- 1-й Прибалтийский фронт, 61-я армия, 89-й стрелковый корпус с 17 октября 1944 года
- 1-й Белорусский фронт, 61-я армия, 89-й стрелковый корпус — с 25 декабря 1944 года до конца войны.

## Состав
- управление[1]
- 89-й стрелковый полк
- 117-й стрелковый полк
- 225-й стрелковый полк
- 211-й артиллерийский полк
- 106-й отдельный истребительно-противотанковый дивизион
- 82-я отдельная разведывательная рота
- 131-й отдельный сапёрный батальон
- 45-й отдельный батальон связи (до 5 января 1945 года — 718-я отдельная рота связи),
- 61-й медико-санитарный батальон
- 266-я отдельная рота химический защиты
- 207-я автотранспортная рота
- 322-я (480-я) полевая хлебопекарня
- 894-я полевая почтовая станция
- 1679-я полевая касса Госбанка

Периоды вхождения в состав Действующей армии:
- 9 июля 1943 года — 9 мая 1945 года.

Перечень № 5 Стрелковых, горнострелковых, мотострелковых и моторизованных дивизий, входивших в состав действующей армии в годы Великой Отечественной войны 1941—1945 гг. / А. П. Покровский. — М.: Министерство обороны, 1956. — 218 с.

## Командиры
- Вербов, Яков Яковлевич (2 — 22 мая 1943 года), полковник
- Королёв, Александр Игнатьевич (25 мая — 29 сентября 1943 года), полковник, генерал-майор. Погиб 29 сентября 1943 года, похоронен в с. Гельмязово Полтавской области.
- врио Андрющенко, Сергей Александрович (29 сентября — 28 октября 1943), полковник
- Щербаков, Григорий Фёдорович (28 октября — 9 ноября 1943 года), полковник
- Бастеев, Иван Васильевич (10 ноября 1943 года — 10 ноября 1944 года), полковник, Герой Советского Союза, генерал-майор.
- Подберезин, Илья Моисеевич (11 ноября 1944 года — 22 февраля 1945 года), полковник
- Бунин, Василий Дмитриевич (25 февраля — 3 марта 1945), полковник
- Серёгин, Александр Павлович (4 марта — 7 мая 1945), полковник
- Порхачёв, Александр Васильевич (8 — 9 мая 1945 года), полковник[1]

## Награды дивизии
Формирование награждено следующими знаками отличия:
- 6 ноября 1943 года — почётное наименование «Киевская» — присвоено приказом Верховного Главнокомандующего от 6 ноября 1943 года за отличие в боях за освобождение Киева.
- 13 ноября 1943 года — почётное наименование «Житомирская» — присвоено приказом Верховного Главнокомандующего от 13 ноября 1943 года за отличие в боях за освобождение Житомира
- 23 июля 1944 года —  Орден Красного Знамени — награждена указом Президиума Верховного Совета СССР от 23 июля 1944 года за образцовое выполнение заданий командования в боях с немецкими захватчиками при форсировании реки Шара и за овладение городом Лунинец и проявленные при этом доблесть и мужество.[2]
- 19 февраля 1945 года —  Орден Суворова 2 степени — награждена указом Президиума Верховного Совета СССР от 19 февраля 1945 года за образцовое выполнение заданий командования в боях с немецкими захватчиками при прорыве обороны немцев южнее Варшавы и проявленные при этом доблесть и мужество.[3]
- 26 апреля 1945 года —  Орден Кутузова 2 степени — награждена указом Президиума Верховного Совета СССР от 26 апреля 1945 года за образцовое выполнение заданий командования в боях с немецкими захватчиками при овладении городами Штаргард, Наугард, Польцин и проявленные при этом доблесть и мужество.[4]

Награды частей дивизии:
- 89-й стрелковый Лунинецкий[5] Краснознамённый[6] ордена Суворова[7] полк
- 117-й стрелковый Лунинецкий[5] ордена Кутузова[7] полк
- 225-й стрелковый Рижский[8] ордена Александра Невского[9] полк
- 211-й артиллерийский Пинский[10] орденов Богдана Хмельницкого(II степени)[11] и Александра Невского[7] полк

## Отличившиеся воины дивизии
- Андрющенко Сергей Александрович, начальник штаба 23-й стрелковой дивизии , подполковник. Герой Советского Союза, звание присвоено 25.10.1943 года за отвагу, мужество и умелое командование частями дивизии при форсировании Днепра, захвате и удержании плацдарма на западном берегу реки.
- Аристархов Дмитрий Аврамович, командир взвода противотанковых ружей 117-го стрелкового полка, старший лейтенант. Герой Советского Союза, звание присвоено 24.03.1945 года.
- Бастеев, Иван Васильевич, командир 89-го стрелкового полка, полковник. Герой Советского Союза, звание присвоено 25.10.1943 года.
- Винокуров Фёдор Иванович, командир 117-го стрелкового полка, подполковник. Герой Советского Союза, звание присвоено 27.02.1945 года.
- Ганюшин, Пётр Михайлович, командир взвода 106-го отдельного истребительно-противотанкового дивизиона, лейтенант.
- Герасимов, Григорий Васильевич, рядовой, разведчик взвода пешей разведки 117 стрелкового полка. Перенаграждён орденом Славы 1 степени указом Президиума Верховного Совета СССР от 1 октября 1968 года.
- Греков, Пётр Исаевич, командир батареи 76-мм пушек 89-го стрелкового полка, старший лейтенант, Герой Советского Союза, звание присвоено 31.05.1945 года.
- Доманов, Анатолий Емельянович, старшина, командир пулемётного расчёта 89 стрелкового полка. Указ Президиума Верховного Совета СССР от 15 мая 1946 года;
- Иванов Виктор Петрович, стрелок 225-го стрелкового полка, рядовой. Герой Советского Союза, звание присвоено 03.06.1944 года за отличие при форсировании Днепра[12].
- Кашенков, Василий Иванович, заместитель командира батальона 117-го стрелкового полка, капитан. Герой Советского Союза, звание присвоено 24.03.1945 года.
- Королёв Александр Игнатьевич, командир дивизии генерал-майор. Герой Советского Союза.
- Коротков, Василий Иванович, Полный кавалер ордена Славы, командир расчёта 76-мм пушки 89-го стрелкового полка.
- Кудрявцев Александр Георгиевич, сапёр 131-го отдельного сапёрного батальона, красноармеец. Звание присвоено 25.10.1943 года за отличие при форсировании Днепра.
- Литвинов, Павел Семёнович, майор, заместитель командира 225-го стрелкового полка по политической части. Звание присвоено 25.10.1943 года за отличие при форсировании Днепра.
- Лишафай, Пётр Иванович, командир батальона 89-го стрелкового полка, майор. Герой Советского Союза, звание присвоено 24.03.1945 года за отличие при форсировании Пилицы.
- Окунев, Акинф Кириллович, командир орудия 106-го отдельного истребительно-противотанкового дивизиона, старший сержант. Звание присвоено 25.10.1943 года за отличие при форсировании Днепра.
- Серёгин Александр Павлович, командир дивизии, полковник. Герой Советского Союза.
- Тхагушев, Исмаил Халалович, командир стрелковой роты 89 стрелкового полка, лейтенант, Герой Советского союза, звание присвоено 25.10.1943 года, первым форсировал реку Днепр и атаковал высоту 175,9, несмотря на превосходящие в 3−4 раза силы противника и занял её, что обеспечило успешную переправу остальных частей соединения и Армии.
- Филиппов, Алексей Фёдорович, младший сержант, командир отделения 89-го стрелкового полка. Герой Советского Союза. Звание присвоено 24.03.1945 года.
- Шакалий, Василий Ильич, младший сержант, командир разведывательного отделения 89 стрелкового полка. Перенаграждён орденом Славы 1 степени указом Президиума Верховного Совета СССР от 31 марта 1956 года.
- Шиянов, Иван Иванович, командир 225-го стрелкового полка, майор. Герой Советского Союза.
- Юркин, Василий Самсонович, младший сержант, начальник направления связи 117 стрелкового полка. Указ Президиума Верховного Совета СССР от 24 марта 1945 года. Участник Парада Победы 1995 года.

## Известные люди из состава дивизии
- Бондарев, Юрий Васильевич, русский советский писатель. Командир орудийного расчёта 89 стрелкового полка дивизии. Герой Социалистического Труда. Лауреат Ленинской и двух Государственных премий СССР.[13].
- Стрельченко, Борис Иванович, видный военный руководитель, генерал-лейтенант, доктор военных наук, профессор, заслуженный деятель науки и техники РСФСР, лауреат Государственной премии, почётный профессор Военной академии им Ф. Э. Дзержинского. В период Курской битвы — капитан, начальник артиллерии 225-го стрелкового полка.[14][15]

## Газета
Выходила газета «За Отчизну». Редактор — майор Богудлов Давид Григорьевич (1907-?)